# Liste der Eisenbahnbrücken in Sachsen
Die Liste der Eisenbahnbrücken in Sachsen führt alle Eisenbahnbrücken öffentlicher Eisenbahnstrecken mit mehr als hundert Metern Baulänge auf, die auf dem Territorium des Freistaats Sachsen liegen. Enthalten sind auch bahnbetrieblich ungenutzte, abgetragene sowie grenzüberschreitende Brücken.

## Liste
Legende
Die in der Tabelle verwendeten Spalten listen die im Folgenden erläuterten Informationen auf:
- Name: Offizieller Name, in Klammern umgangssprachliche Bezeichnungen
- Länge: Spannweite der Brücke in Metern
- Strecke: Eisenbahnstrecke mit Kilometrierung des Brückenanfanges
- Inbetriebnahme: Aufgeführt sind die offiziellen Eröffnungsdaten, an denen der öffentliche Verkehr über die Brücke begann.
- Konstruktive Merkmale und sonstige Anmerkungen: Anmerkungen zur Bauweise und zur Baugeschichte

| Name                                                          | Länge   | Bild | Strecke                                                  | Inbetriebnahme     | Konstruktive Merkmale und sonstige Anmerkungen |
| ------------------------------------------------------------- | ------- | ---- | -------------------------------------------------------- | ------------------ | --- |
| Viadukt Neißetal (Neißetalviadukt)                            | 748,8 m |      | Liberec–Zittau (km 24,729)                               | 1855               | Steinbogen |
| Viadukt Röderau                                               | 655,3 m |      | Leipzig Hbf–Dresden-Neustadt (km 67,8)                   | 15. Juli 1851      | Steinbogen; 1968/69 Bögen teilweise verfüllt und neue Überbauten aus Spannbeton eingebaut; Einsturz infolge Elbehochwasser 2002 |
| Viadukt Göltzschtal (Göltzschtalbrücke)                       | 579,4 m |      | Leipzig-Bayer Bf–Hof Hbf (km 2,80)                       | 15. Juli 1851      | Steinbogen; größte aus Ziegelsteinen aufgemauerte Brücke der Welt |
| Viadukt Wahren                                                | 565,3 m |      | Leipzig-Leutzsch–Leipzig-Wahren (km 2,285)               | 1. Mai 1906        | Steinbogen; auf dem Viadukt liegt die Abzweigstelle S. Der Viadukt spaltet sich am Nordende in zwei Brückenzüge auf. |
| Viadukt Wiederitzsch                                          | 306,0 m |      | Leipziger Güterring                                      | 1906               | Steinbogen (Klinker bzw. Ziegelstein) |
| Marienbrücke                                                  | 471,9 m |      | Děčín hl. n.–Dresden-Neustadt (km 2,80)                  | 1901               | Stahlträger auf Steinpfeilern; 2001 bis 2004 Neubau Betonbogen |
| Neißeviadukt                                                  | 475,0 m |      | Węgliniec–Görlitz (km 251,715)                           | 1851               | Steinbogen; 1945 gesprengt, bis 1957 wieder errichtet |
| Viadukt Königstein                                            | 470,0 m |      | Děčín hl. n.–Dresden-Neustadt (km 27,955)                | 1851               | Steinbogen; Bögen teilweise verfüllt |
| Viadukt Burgstädt                                             | 427,0 m |      | Neukieritzsch–Chemnitz Hbf (km 46,52)                    | 8. April 1872      | |
| Viadukt Zschöllau                                             | 415,7 m |      | Leipzig Hbf–Dresden-Neustadt (km 53,4)                   | 15. Juli 1851      | 1847 teilweise verfüllt |
| Viadukt Göhren (Göhrener Viadukt)                             | 412,0 m |      | Neukieritzsch–Chemnitz Hbf (km 46,52)                    | 8. April 1872      | |
| Viadukt Putzkau                                               | 397,0 m |      | Neukirch (Lausitz) West–Bischofswerda (km 3,094)         | 15. August 1879    | |
| Brücke Flutrinne Ostragehege                                  | 386,0 m |      | Hafenbahn Dresden, Anschlussbahn Städtischer Schlachthof | 1908               | um 2000 abgerissen |
| Muldebrücke Wurzen                                            | 383,5 m |      | Leipzig Hbf–Dresden-Neustadt (km 24,66)                  | 31. Juli 1838      | 1969 teilweise verfüllt, 2001 Neubau |
| Elbebrücke Riesa                                              | 369,0 m |      | Leipzig Hbf–Dresden-Neustadt (km 66,461)                 | 7. April 1839      | Stahlträger auf Steinpfeilern; Neubau 1970; Neubau des zweiten Überbaus für Verbindungskurve Röderau–Riesa 2006 |
| Viadukt Chemnitztal                                           | 366,3 m |      | Küchwald–Chemnitz-Hilbersdorf (km 1,097)                 | 1900               | Betonbogen; aufgrund Streckenstilllegung (1996) ohne Nutzung |
| Elbebrücke Niederwartha                                       | 357,0 m |      | Dresden-Friedrichstadt–Elsterwerda (km 9,175)            | 17. Juni 1875      | Stahlträger auf Steinpfeilern; 1945 gesprengt, danach provisorischer Wiederaufbau, Neubau von 1979 bis 1984 |
| Viadukt Frankenstein (Frankensteiner Viadukt)                 | 348,3 m |      | Dresden Hbf–Werdau Bogendreieck (km 78,390)              | 1. April 1869      | Steinbogen |
| Elbebrücke Torgau                                             | 347,4 m |      | Halle (Saale) Hbf–Guben (km 46,52)                       | 1. Mai 1872        | Stahlträger auf Betonpfeilern, Neubau 1997 |
| Brücke Hetzbachtal                                            | 343,6 m |      | Dresden Hbf–Werdau Bogendreieck (km 61,897)              | 12. Mai 1992       | |
| Brücke Flöhatal                                               | 343,6 m |      | Dresden Hbf–Werdau Bogendreieck (km 62,805)              | 12. Mai 1992       | |
| Viadukt Hetzdorf (Hetzdorfer Viadukt)                         | 325,5 m |      | Dresden Hbf–Werdau Bogendreieck (km 62,300)              | 1. April 1869      | Technisches Denkmal, 1992 nach Streckenneutrassierung außer Betrieb, heute Wanderweg |
| Flutbrücke                                                    | 320,0 m |      | Borsdorf (Sachs)–Coswig Abzw B (km 28,4)                 | 31. Juli 1838      | verfüllt |
| Viadukt Kössern                                               | 309,5 m |      | Borsdorf (Sachs)–Coswig Abzw B (km 29,22)                | 31. Juli 1838      | |
| Viadukt Chemnitztal                                           | 308,0 m |      | Neukieritzsch–Chemnitz Hbf (km 59,65)                    | 8. April 1872      | |
| Elbebrücke Pirna                                              | 297,3 m |      | Kamenz (Sachs)–Pirna (km 45,650)                         | 15. Oktober 1875   | kombinierte Straßen- / Eisenbahnbrücke, Steinbogen |
| Viadukt Elstertal (Elstertalbrücke)                           | 280,1 m |      | Leipzig Bayer Bf–Hof Hbf (km 108,695)                    | 15. Juli 1851      | 1945 gesprengt, bis 1950 in alter Form wieder aufgebaut |
| Viadukt Chemnitz                                              | 275,3 m |      | Dresden Hbf–Werdau Bogendreieck (km 82,360)              | 1909               | |
| Elbebrücke Bad Schandau (Carolabrücke)                        | 272,3 m |      | Bautzen–Bad Schandau (km 63,338)                         | 1. Juli 1877       | Ursprünglich Straßen- und Eisenbahnbrücke, Neubau von 1987 bis 1991, seitdem liegen die Überbauten etwa in der Achse der alten Straßenüberbauten. |
| Viadukt Limmritz                                              | 260,0 m |      | Riesa–Chemnitz Hbf (km 29,981)                           | 1. September 1852  | |
| Viadukt Sellerhausen                                          | 260,0 m |      | Leipzig Hbf–Leipzig-Connewitz (km 3,76)                  | 20. August 1878    | infolge Streckenstilllegung seit November 2012 ohne Nutzung |
| Viadukt Braunsdorf                                            | 254,8 m |      | Roßwein–Niederwiesa (km 34,64)                           | 15. August 1874    | |
| Viadukt Rochlitz                                              | 243,0 m |      | Glauchau (Sachs)–Wurzen (km 37,905)                      | 9. Dezember 1875   | |
| Viadukt Spreetal                                              | 243,3 m |      | Görlitz–Dresden-Neustadt (km 46,661)                     | 1. Juli 1847       | |
| Viadukt Göckeritztal                                          | 240,0 m |      | Zwönitz–Scheibenberg (km 13,334)                         | 1. Mai 1900        | Stahlträger auf Gerüstpfeiler; infolge Streckenstilllegung 1977 abgerissen |
| Viadukt Markersbach (Markersbacher Viadukt)                   | 238,0 m |      | Annaberg-Buchholz Süd–Schwarzenberg (Erzgeb) (km 16,142) | 1. Dezember 1889   | Gerüstpfeilerviadukt; Technisches Denkmal |
| Viadukt Bahrebachtal (Bahrebachmühlenviadukt)                 | 235,0 m |      | Neukieritzsch–Chemnitz Hbf (km 55,70)                    | 8. April 1872      | |
| Viadukt Demitz                                                | 230,0 m |      | Görlitz–Dresden-Neustadt (km 59,856)                     | 1. Juli 1847       | |
| Viadukt Steina                                                | 226,4 m |      | Riesa–Chemnitz Hbf (km 31,811)                           | 1. September 1852  | |
| Viadukt Römertal (Römertalviadukt) in Steinpleis (Werdau)     | 224,8 m |      | Dresden Hbf–Werdau Bogendreieck (km 99,700)              | 6. September 1845  | Backsteinbögen, Natursteinsockel |
| Viadukt Niedergräfenhain                                      | 222,0 m |      | Neukieritzsch–Chemnitz Hbf (km 21,03)                    | 8. April 1872      | |
| Viadukt Pleißetal                                             | 221,0 m |      | Leipzig Bayer Bf–Hof Hbf (km 4,458)                      | 19. September 1842 | |
| Elbebrücke Meißen                                             | 214,2 m |      | Borsdorf (Sachs)–Coswig Abzw B (km 95,010)               | 31. Oktober 1926   | Stahlfachwerkträger auf Stahlbetonpfeilern |
| Viadukt Pulsnitztal                                           | 214,5 m |      | Dresden-Klotzsche–Straßgräbchen-Bernsdorf (km 20,244)    | 1. Oktober 1899    | genieteter Stahl, Gerüstpfeilerviadukt mit Geistigen, das seit Streckenstilllegung 2001 ohne Nutzung |
| Viadukt Syratal (Syratalbrücke)                               | 210,0 m |      | Plauen (Vogtl) ob Bf–Cheb (km 1,848)                     | 1. November 1874   | Steinbogen |
| Brücke Freiberger Mulde                                       | 208,0 m |      | Borsdorf (Sachs)–Coswig Abzw B (km 36,265)               | 31. Juli 1838      | |
| Viadukt Garsebach (Robschützer Viadukt)                       | 206,9 m |      | Wilsdruff–Döbeln-Gärtitz (km 18,082)                     | 1. Oktober 1909    | Stahlträger auf Steinpfeilern; Überbauten 1973 nach Streckenstilllegung entfernt |
| Viadukt Muldenhütten                                          | 195,2 m |      | Dresden Hbf–Werdau Bogendreieck (km 36,49)               | 11. August 1862    | |
| Viadukt Wyhratal                                              | 198,0 m |      | Neukieritzsch–Chemnitz Hbf (km 10,48)                    | 8. April 1872      | |
| Viadukt Muldetal                                              | 193,0 m |      | Schmalspurbahn Mulda–Sayda (km 0,186)                    | 30. Juni 1897      | Stahlträger auf Steinpfeilern; seit Streckenstilllegung (1966) ohne Nutzung, Stahlüberbauten entfernt |
| Viadukt Hansastraße                                           | 188,2 m |      | Abzw Dresden-Pieschen–Abzw Dresden-Neustadt (km 2,296)   | 1902               | Betonbogen; teilweise ausgemauert |
| Viadukt Löbau                                                 | 186,0 m |      | Görlitz–Dresden-Neustadt (km 23,809)                     | 1. Juli 1847       | |
| Viadukt Grünhain                                              | 185,5 m |      | Zwönitz–Scheibenberg (km 12,428)                         | 1. Mai 1900        | Stahlträger auf Gerüstpfeilern; infolge Streckenstilllegung 1981 abgerissen |
| Muldebrücke (Rabensteinbrücke)                                | 184,0 m |      | Glauchau (Sachs)–Wurzen (km 62,30)                       | 30. Juni 1877      | Widerlager und Pfeiler für zweigleisigen Betrieb ausgelegt, nur ein Brückenzug eingebaut. 1931 Ersatz der leichtgebauten Schwedeler-Träger durch Stahlfachwerküberbauten in der Achse des zweiten Gleises, 1945 gesprengt, 1948 Wiederaufbau; Vorland- und ein Stromüberbau um 1960 abtransportiert, nach 1980 letzter Stromüberbau, Pfeiler und Widerlager auf der Südseite abgebrochen |
| Viadukt Niederwiesa                                           | 181,0 m |      | Roßwein–Niederwiesa (km 34,55)                           | 15. August 1874    | Steinbogen |
| Viadukt Greifenbachtal                                        | 180,6 m |      | Schönfeld-Wiesa–Meinersdorf (km 10,668)                  | 1. Mai 1906        | Stahlträger auf Gerüstpfeilern; nach Streckenstilllegung (1967) im Jahr 1977 abgebrochen |
| Viadukt Lausitzer Neiße                                       | 180,0 m |      | Horka Nord–Przewóz (km 15,95)                            | 17. Mai 1908       | Betonbogen; 1945 gesprengt |
| Viadukt Heiligenborn                                          | 173,6 m |      | Riesa–Chemnitz Hbf (km 36,055)                           | 1. September 1852  | |
| Viadukt Diedenmühle                                           | 172,0 m |      | Riesa–Chemnitz Hbf (km 34,271)                           | 1. September 1852  | |
| Viadukt Leubnitz                                              | 171,3 m |      | Leipzig Bayer Bf–Hof Hbf (km 74,043)                     | 1845               | Backsteinbögen, Natursteinsockel |
| Viadukt Schmiedeberg                                          | 170,0 m |      | Freital-Hainsberg–Kurort Kipsdorf (km 21,731)            | 1. Dezember 1924   | Betonbogen mit Natursteinverblendung |
| Viadukt Gröditz                                               | 169,9 m |      | Löbau (Sachs)–Radibor (Sachs) (km 16,832)                | 10. November 1903  | Betonbogen, Sprengung im Mai 1945, später wieder aufgebaut |
| Viadukt Lichtenberg                                           | 165,0 m |      | Nossen–Moldava v Kr. H. (km 33,66)                       | 2. November 1875   | |
| Stadtviadukt Dresden I                                        | 163,0 m |      | Děčín hl. n.–Dresden-Neustadt (km 64,225)                | 1901               | |
| Viadukt Zschopautal                                           | 163,8 m |      | Waldheim–Kriebethal (km 1,150)                           | 10. Dezember 1896  | Stahlträger auf Steinpfeilern; infolge Streckenstilllegung (1998) ohne Nutzung |
| Viadukt Muldetal                                              | 162,1 m |      | Wilkau-Haßlau–Carlsfeld (km 33,754)                      | 16. Dezember 1893  | Stahlträger auf Steinpfeilern und Pendelstützen; 1980 nach Streckenstilllegung abgerissen |
| Viadukt Cossen                                                | 162,0 m |      | Neukieritzsch–Chemnitz Hbf (km 39,070)                   | 8. April 1872      | 1968 verfüllt |
| Viadukt Ostrau                                                | 156,8 m |      | Riesa–Chemnitz Hbf (km 15,567)                           | 29. August 1847    | |
| Viadukt Crossen                                               | 155,0 m |      | Riesa–Chemnitz Hbf (km 43,095)                           | 29. August 1847    | Steinbogen; 1991 durch Dammschüttung ersetzt |
| Viadukt Oberottendorf                                         | 154,0 m |      | Bautzen–Bad Schandau (km 29,108)                         | 1. September 1877  | |
| Viadukt Grobau                                                | 154,0 m |      | Leipzig Bayer Bf–Hof Hbf (km 147,903)                    | 20. November 1848  | |
| Viadukt Ebersbach                                             | 151,5 m |      | Ebersbach (Sachs)–Abzw Niedercunnersdorf (km 0,65)       | 1873               | |
| Viadukt Rabenstein (Rabensteiner Viadukt)                     | 150,5 m |      | Limbach (Sachs)–Wüstenbrand (km 6,658)                   | 30. November 1897  | Stahlträger auf Pendelstützen; nach Streckenstilllegung (1950) als Fußweg nachgenutzt; seit 1986 Technisches Denkmal |
| Viadukt Hüttengrund (Hüttengrundviadukt)                      | 150,0 m |      | Dresden Hbf–Werdau Bogendreieck (km 99,700)              | 15. November 1858  | |
| Viadukt Rödlitzbachtal                                        | 150,0 m |      | Stollberg (Sachs)–St. Egidien (km 12,350)                | 15. Oktober 1878   | Steinbogen |
| Viadukt Sebnitz                                               | 148,0 m |      | Bautzen–Bad Schandau (km 49,240)                         | 1. Juli 1877       | |
| Viadukt Colmnitz                                              | 148,0 m |      | Dresden Hbf–Werdau Bogendreieck (km 27,45)               | 11. August 1862    | |
| Viadukt Auritztal                                             | 140,0 m |      | Limbach (Sachs)–Wüstenbrand (km 4,461)                   | 30. November 1897  | Stahlträger auf Pendelstützen; infolge Streckenstilllegung 1976 abgerissen |
| Brücke Zwickauer Mulde                                        | 138,1 m |      | Schwarzenberg (Erzgeb)–Zwickau (Sachs) Hbf (km 15,69)    | 1899               | |
| Viadukt Oswaldtal                                             | 136,0 m |      | Zwönitz–Scheibenberg (km 14,606)                         | 1. Mai 1900        | Stahlträger auf Gerüstpfeiler; infolge Streckenstilllegung 1977 abgerissen |
| Viadukt Schlangenbachtal                                      | 134,0 m |      | Zwönitz–Scheibenberg (km 19,217)                         | 1. Mai 1900        | Stahlträger auf Gerüstpfeiler; infolge Streckenstilllegung 1972 abgerissen |
| Viadukt Zschopautal                                           | 133,6 m |      | Mittweida–Dreiwerden (km 4,539)                          | 1906               | |
| Viadukt Dittersbach                                           | 131,0 m |      | Kamenz (Sachs)–Pirna (km 32,110)                         | 15. Oktober 1875   | Steinbogen |
| Viadukt Geithain                                              | 130,0 m |      | Neukieritzsch–Chemnitz Hbf (km 23,50)                    | 8. April 1872      | |
| Flutbrücke (Lampertsviadukt)                                  | 128,4 m |      | Dresden–Abzw Werdau Bogendreieck (km 112,869)            | 1857               | |
| Brücke Freiberger Mulde (Einertbrücke)                        | 128,0 m |      | Borsdorf (Sachs)–Coswig Abzw B (km 42,045)               | 31. Juli 1838      | |
| Viadukt Steinpleis über den Lohbach, Grenze Werdau/Steinpleis | 126,0 m |      | Leipzig Bayer Bf–Hof Hbf (km 75,210)                     | 18. September 1845 | Backsteinbögen, Natursteinsockel |
| Viadukt Gornsdorf                                             | 124,3 m |      | Schönfeld-Wiesa–Meinersdorf (km 26,548)                  | 30. September 1906 | Kastenträger auf gemauerten Pfeilern, nach Streckenstilllegung (1975) abgerissen |
| Brücke Olbersdorf                                             | 124,2 m |      | Zittau–Kurort Oybin (km 6,55)                            | 24. November 1890  | Stahlträger auf Steinpfeilern |
| Viadukt Mittelherwigsdorf                                     | 124,0 m |      | Zittau–Löbau (Sachs) (km 32,866)                         | 10. Juni 1848      | |
| Viadukt Limbach (Kellerwiesenbrücke)                          | 124,0 m |      | Limbach (Sachs)–Oberfrohna (km 0,912)                    | 1913               | |
| Viadukt Wilthen                                               | 123,0 m |      | Bautzen–Bad Schandau (km 12,107)                         | 1. September 1877  | |
| Brücke Freiberger Mulde (Schwedatalbrücke)                    | 123,0 m |      | Borsdorf (Sachs)–Coswig Abzw B (km 51,323)               | 31. Juli 1838      | |
| Viadukt Obercunnersdorf                                       | 122,0 m |      | Zittau–Löbau (Sachs) (km 50,7)                           | 10. Juni 1848      | Steinbogen; seit Streckenstilllegung (2003) ohne Nutzung |
| Viadukt Cranzahl                                              | 122,0 m |      | Vejprty–Annaberg-Buchholz unt Bf (km 10,935)             | 3. August 1872     | Stahlträger auf Steinpfeilern; Überbauten 1991 erneuert |
| Viadukt Raschau                                               | 121,4 m |      | Annaberg-Buchholz Süd–Schwarzenberg (Erzgeb) (km 19,884) | 1. Dezember 1889   | Stahlfachwerkträger auf Steinpfeilern |
| Viadukt Kleinfriesen                                          | 120,9 m |      | Lottengrün–Plauen-Chrieschwitz (km 8,987)                | 30. Mai 1923       | Steinbogen; seit Streckenstilllegung (1970) ohne Nutzung |
| Stadtviadukt Dresden III                                      | 120,0 m |      | Děčín hl. n.–Dresden-Neustadt (km 64,96)                 | 1901               | |
| Brücke Zwickauer Mulde                                        | 120,0 m |      | Glauchau (Sachs)–Wurzen (km 25,400)                      | 10. Mai 1875       | |
| Chemnitzbrücke                                                | 119,6 m |      | Wechselburg–Küchwald (km 5,385)                          | 30. Juni 1902      | |
| Viadukt Hermannsdorf (Langklotzbrücke)                        | 119,0 m |      | Zwönitz–Scheibenberg (km 20,886)                         | 1. Mai 1900        | Stahlträger auf Gerüstpfeiler; infolge Streckenstilllegung 1972 abgerissen |
| Viadukt Rauntal                                               | 118,9 m |      | Plauen (Vogtl) ob Bf–Cheb (35,954)                       | 1. November 1865   | Steinbogen, Bruch- und Quadermauerwerk |
| Viadukt Weißbachtal (Großer Stützengrüner Viadukt)            | 118,5 m |      | Wilkau-Haßlau–Carlsfeld (km 23,962)                      | 16. Dezember 1893  | Stahlträger auf Gerüstpfeilern; 1981 nach Streckenstilllegung abgerissen |
| Stadtviadukt Dresden II                                       | 117,0 m |      | Děčín hl. n.–Dresden-Neustadt (km 64,54)                 | 1901               | |
| Brücke Zwickauer Mulde                                        | 116,0 m |      | Glauchau (Sachs)–Wurzen (km 45,456)                      | 10. Mai 1875       | |
| Viadukt Höllengrund                                           | 115,5 m |      | Zittau–Löbau (Sachs) (km 55,0)                           | 10. Juni 1848      | |
| Brücke Freiberger Mulde                                       | 115,0 m |      | Borsdorf (Sachs)–Coswig Abzw B (km 74,182)               | 31. Juli 1838      | |
| Brücke Zwickauer Mulde                                        | 114,2 m |      | Waldheim–Rochlitz (Sachs) (km 20,154)                    | 7. Dezember 1893   | Stahlträger auf Steinpfeilern; seit Streckenstilllegung (1998) ohne Nutzung, Radweg geplant |
| Viadukt Lungwitzbachtal                                       | 114,0 m |      | Stollberg (Sachs)–St. Egidien (km 18,830)                | 15. Oktober 1878   | Steinbogen |
| Viadukt Langenhessen                                          | 113,5 m |      | Leipzig Bayer Bf–Hof Hbf (km 68,975)                     | 18. September 1845 | |
| Chemnitzbrücke                                                | 113,4 m |      | Wechselburg–Küchwald (km 1,755)                          | 30. Juni 1902      | |
| Viadukt Kummersmühle                                          | 110,0 m |      | Riesa–Chemnitz Hbf (km 32,362)                           | 1. September 1852  | |
| Viadukt Hegebachtal                                           | 110,0 m |      | Stollberg (Sachs)–St. Egidien (km 7,935)                 | 15. Oktober 1878   | Steinbogen; Bögen 1953 aufgrund von Bergbauschäden mit Beton verfüllt |
| Zschopaubrücke                                                | 108,6 m |      | Roßwein–Niederwiesa (km 34,82)                           | 15. August 1874    | |
| Viadukt Mandautal                                             | 107,8 m |      | Zittau–Löbau (Sachs) (km 31,166)                         | 10. Juni 1848      | |
| Viadukt Steinbach                                             | 107,0 m |      | Abzw Nobitz–Langenleuba-Oberhain (km 19,75)              | 15. Juni 1901      | Betonbogen; seit Streckenstilllegung (1998) ohne Nutzung |
| Zschopaubrücke                                                | 105,0 m |      | Mittweida Industriebf–Ringethal (km 1,547)               | 1908               | |
| Viadukt Gersdorf                                              | 104,7 m |      | Kamenz (Sachs)–Pirna (km 6,925)                          | 30. September 1871 | Steinbogen |
| Viadukt Lützeltal                                             | 104,4 m |      | Roßwein–Niederwiesa (km 28,29)                           | 1. März 1869       | Steinbogen |
| Zschopaubrücke                                                | 104,3 m |      | Waldheim–Kriebethal (km 2,678)                           | 10. Dezember 1896  | Stahlträger auf Steinpfeilern; infolge Streckenstilllegung (1998) ohne Nutzung |
| Viadukt Oberlochmühle                                         | 103,5 m |      | Abzw Neuschönberg–Deutschneudorf (km 6,489)              | 10. Juni 1848      | Steinbogen; aufgrund Streckenstilllegung (1969) ohne Nutzung |
| Viadukt Oberoderwitz                                          | 103,0 m |      | Zittau–Löbau (Sachs) (km 38,740)                         | 10. Juni 1848      | Steinbogen |
| Brücke Zwickauer Mulde                                        | 103,0 m |      | Glauchau (Sachs)–Wurzen (km 15,671)                      | 10. Mai 1875       | |
| Viadukt Herrnhut                                              | 100,5 m |      | Zittau–Löbau (Sachs) (km 44,500)                         | 10. Juni 1848      | Steinbogen; seit Streckenstilllegung (2001) ohne Nutzung |
| Viadukt Kloschwitztal                                         | 100,4 m |      | Plauen (Vogtl) ob Bf–Cheb (km 6,165)                     | 1. November 1874   | Steinbogen |
| Viadukt Hüttenbachtal                                         | 100,0 m |      | Cranzahl–Kurort Oberwiesenthal (km 17,06)                | 19. Juli 1897      | Stahlträger auf Gerüstpfeilern; Überbauten 1920 mit Untergurten verstärkt |
| Viadukt Ehrenfriedersdorf                                     | 100,0 m |      | Schönfeld-Wiesa–Meinersdorf (km 13,189)                  | 1. Mai 1906        | Stahlträger auf Steinpfeilern und Pendelstützen, nach Streckenstilllegung (1967) abgerissen |
| Brücke Lausitzer Neiße                                        | 100,0 m |      | Bahnstrecke Węgliniec–Roßlau (km 13,4)                   | 1. Juni 1874       | Stahlträger auf Steinpfeilern, Neubau geplant |